# Highland League Cup 2012–13
Breedon Highland League Cup 2012–13 là mùa giải thứ 68 trong lịch sử giải đấu, được tài trợ bởi Breedon Aggregates. Đội vô địch là Keith, đánh bại Inverurie Loco Works 2-1 trong trận chung kết trên sân Princess Royal Park ở Banff vào ngày 11 tháng 5 năm 2013.

## Vòng Một
Trong bốc thăm vòng Một, 14 đội được đi thẳng vào vòng Hai, và 4 đội được bốc thăm để thi đấu với nhai trong vòng Một. Các trận đấu vòng Một diễn ra vào ngày thứ Bảy 2 tháng 3 năm 2013.
| Đội nhà        | Tỉ số | Đội khách         |
| -------------- | ----- | ----------------- |
| Clachnacuddin  | 3-2   | Cove Rangers      |
| Turriff United | 1-2   | Formartine United |

## Vòng Hai
Các trận đấu vòng Hai diễn ra vào ngày thứ Bảy 16 tháng 3 năm 2013.
| Đội nhà              | Tỉ số | Đội khách          |
| -------------------- | ----- | ------------------ |
| Brora Rangers        | 2-1   | Wick Academy       |
| Clachnacuddin        | 5-0   | Fort William       |
| Deveronvale          | 12-2  | Fraserburgh        |
| Forres Mechanics     | 1-3   | Formartine United  |
| Inverurie Loco Works | 6-0   | Huntly             |
| Lossiemouth          | 2-5   | Buckie Thistle     |
| Nairn County         | 3-0   | Strathspey Thistle |
| Rothes               | 0-22  | Keith              |

1 Sau hiệp phụ - Deveronvale thắng 3-1 trong loạt sút luân lưu 

2 Diễn ra vào ngày thứ Tư 27 tháng 3 năm 2013 vì hai lần hoãn đấu do sân bị ngập nước và tuyết phủ

## Vòng Ba
Các trận đấu vòng Ba diễn ra vào ngày thứ Bảy 6 tháng 4 năm 2013.
| Đội nhà              | Tỉ số | Đội khách         |
| -------------------- | ----- | ----------------- |
| Brora Rangers        | 4-2   | Formartine United |
| Buckie Thistle       | 3-31  | Keith             |
| Inverurie Loco Works | 4-1   | Deveronvale       |
| Nairn County         | 2-1   | Clachnacuddin     |

1 Sau hiệp phụ - Keith thắng 5-4 trong loạt sút luân lưu

## Bán kết
Các trận đấu bán kết diễn ra vào ngày thứ Bảy 20 tháng 4 năm 2013.
| Đội nhà              | Tỉ số | Đội khách     |
| -------------------- | ----- | ------------- |
| Inverurie Loco Works | 2-0   | Brora Rangers |
| Keith                | 1-0   | Nairn County  |

## Chung kết
| Keith                                        | 2–1          | Inverurie Loco Works |
| -------------------------------------------- | ------------ | -------------------- |
| Andy MacAskill 57' · Cammy Keith 75' (ph.đ.) | The Scotsman | Scott Begg 17'       |